# Сядло-Дольне
Сядло-Дольне (пол. Siadło Dolne, нім. Niederzahden) — село в Польщі, у гміні Колбасково Полицького повіту Західнопоморського воєводства.
Населення — 220 осіб (2011).
У 1975-1998 роках село належало до Щецинського воєводства.

## Демографія
Демографічна структура станом на 31 березня 2011 року:
|          | Загалом | Допрацездатний вік | Працездатний вік | Постпрацездатний вік |
| -------- | ------- | ------------------ | ---------------- | -------------------- |
| Чоловіки | 113     | 21                 | 84               | 8                    |
| Жінки    | 107     | 21                 | 73               | 13                   |
| Разом    | 220     | 42                 | 157              | 21                   |